# Георгій Орбан
Гео́ргій Орба́н (угор. György Orbán; нар. 12 липня 1947, Тиргу-Муреш, Румунія) — угорський композитор румунського походження.

## Біографія
Орба́н навчався, а потім і викладав у музичній академії у Клуж-Напока в Румунії до 1979 року. Звідти він емігрував в Угорщину, ставши з 1982 року професором композиції у Музичній академії ім. Ференца Ліста. Його хорова музика поєднує традиційний літургійний ренесанс і бароковий контрапункт з додаванням джазу.

## Творчість
Ораторії
- 13 оркестрових та органних творів
- Requiem
- Passió magyar nyelven
- Stabat mater in D
- Rorate Coeli
- Te Deum

## Дискографія
- Flowers, Chants, Hymn, Plays and Games for Cimbalom, LP 1987
- Magyar kompozíciók zongorára (угорська фортепіанна музика), Hungaroton 1995
- Kórusművek Debrecennek, magánkiadás 1998
- Vajda János: Missa in A/ Orbán György: Missa Prima, Hungaroton 2000
- Dervistánc, BMC Records 2002
- Szent és profán — kortárs magyar kórusantológia, Hungaroton 2003
- Felvételek a Magyar Rádió archívumában.

Монографії
- Passion To Hungarian Words, хор ім. Бела Барток та університетський оркестр, Hungaroton Classic 1999 ‎– HCD 31824
- Cantico di frate sole — Mass #11 Benedictus — The Razumovsky Trilogy, Zsuzsa Alföldi (сопрано), Reményi Ede камерний оркестр, Hungaroton 2010